# Belfort-du-Quercy
Belfort-du-Quercy település Franciaországban, Lot megyében. Lakosainak száma 508 fő (2022. január 1.). Belfort-du-Quercy Cahors, Labastide-de-Penne, Lapenche, Montalzat, Montpezat-de-Quercy, Puylaroque, Lalbenque és Montdoumerc községekkel határos.

## Népesség
A település népességének változása:
| Lakosok száma | 519  | 441  | 458  | 513  | 507  | 505  | 516  | 517  | 515  | 508  |
|               | 1968 | 1982 | 1990 | 2006 | 2013 | 2015 | 2017 | 2019 | 2020 | 2022 |